# Caulastraea

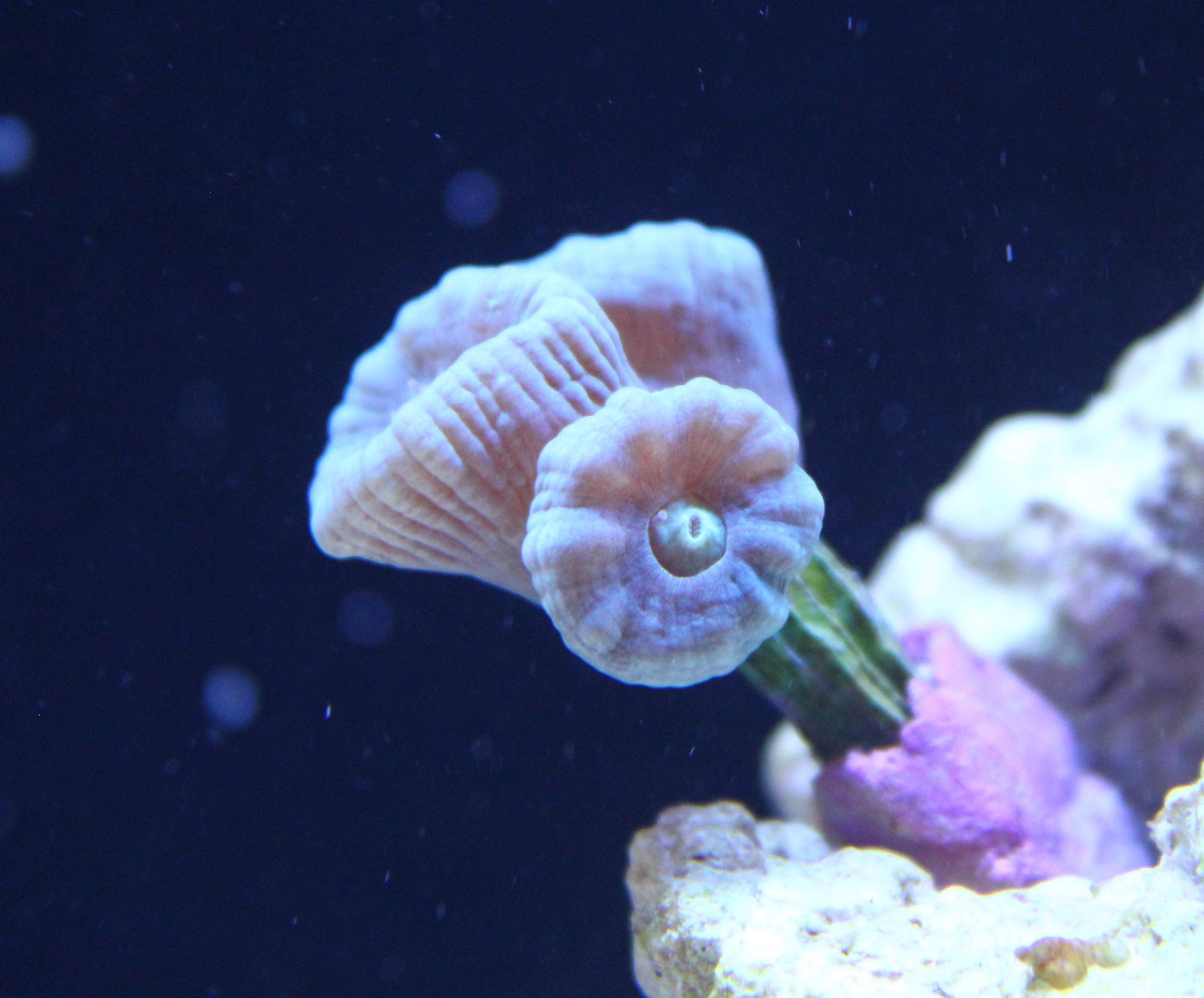
Colonia incipiente de Caulastraea con tres coralitos

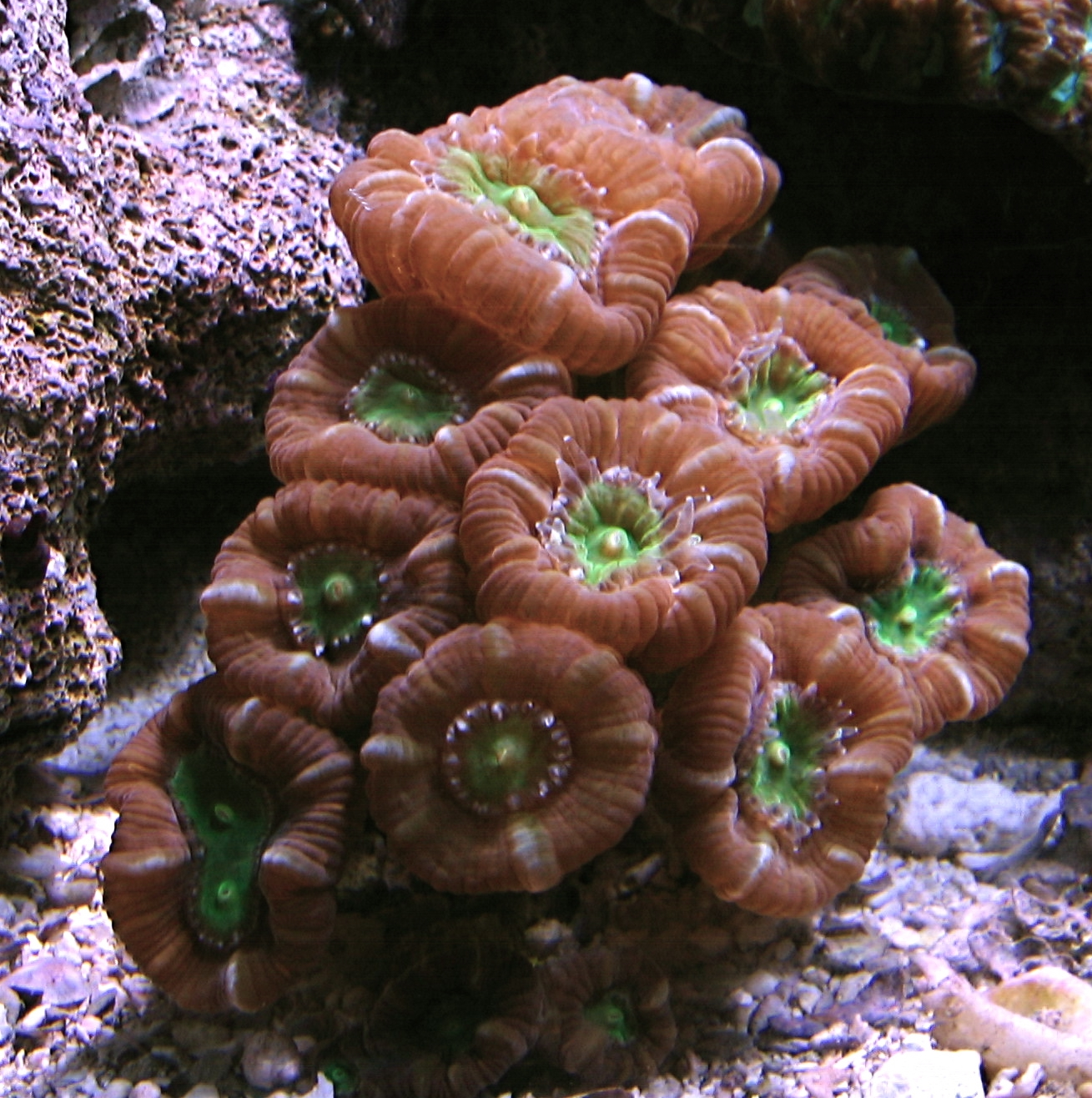
Colonia de Caulastraea furcata

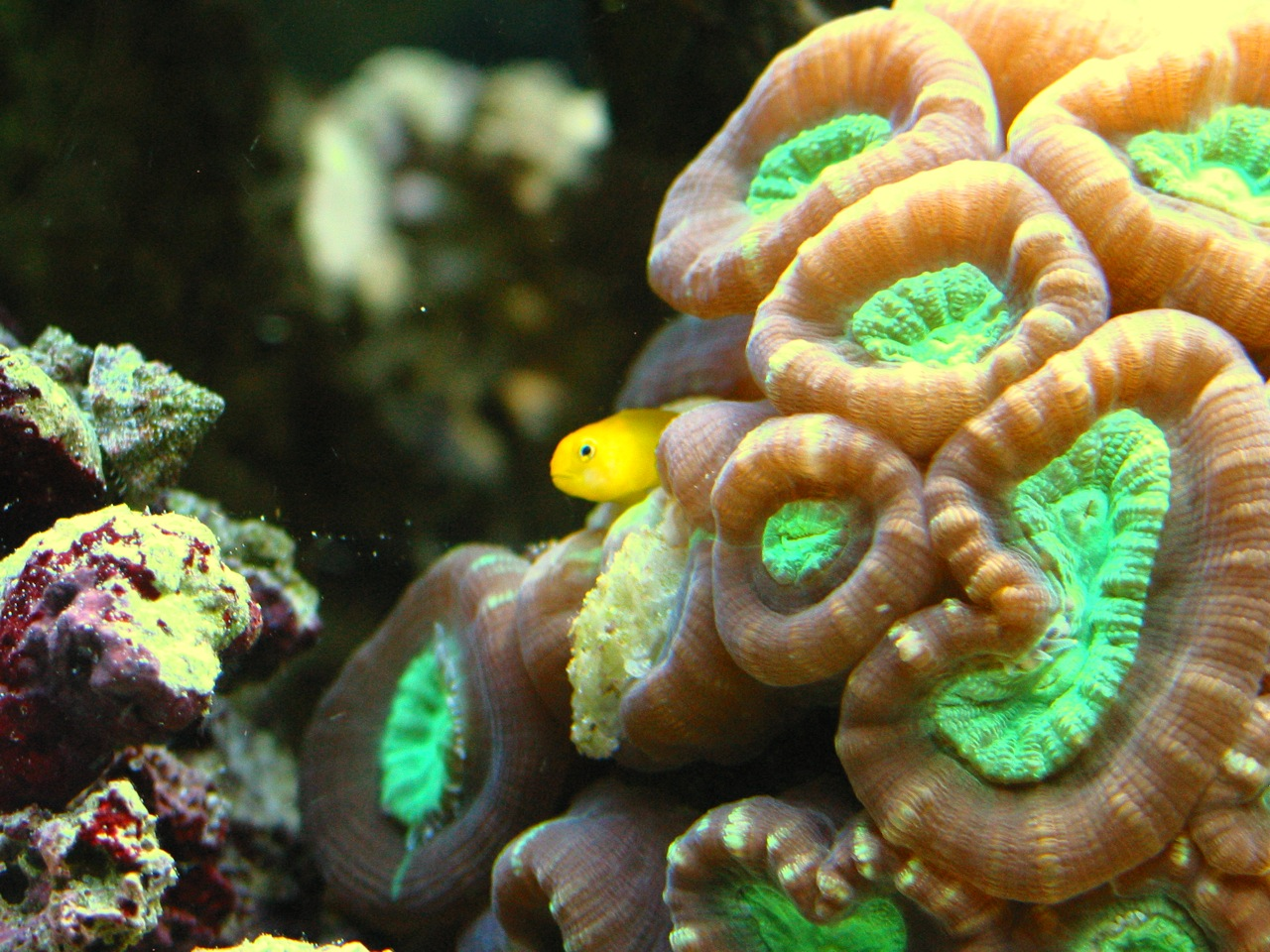
Gobiodon okinawae en una colonia de C. furcata

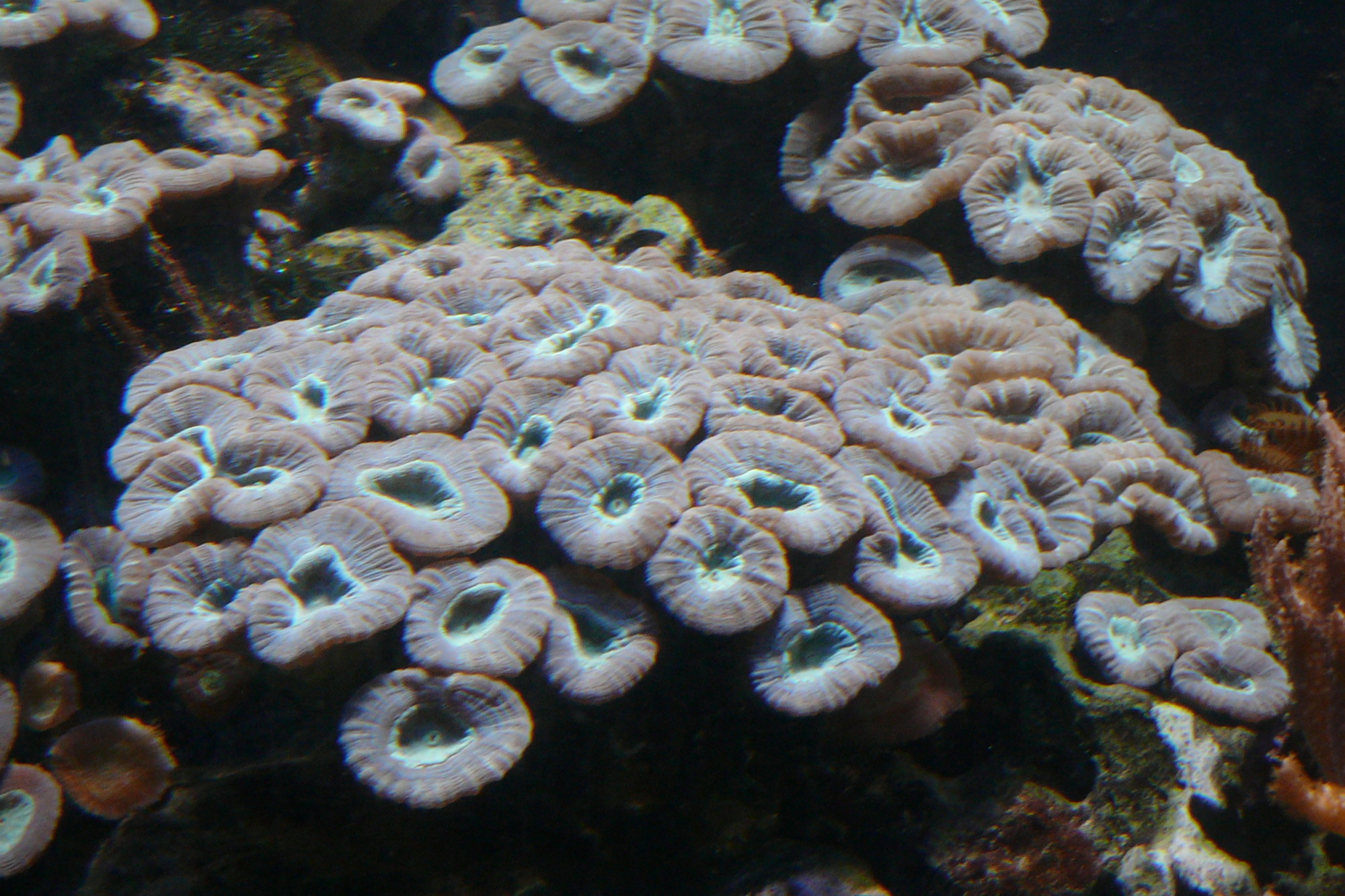
Colonias de Caulastraea furcata en el Acuario de Berlín, Alemania.

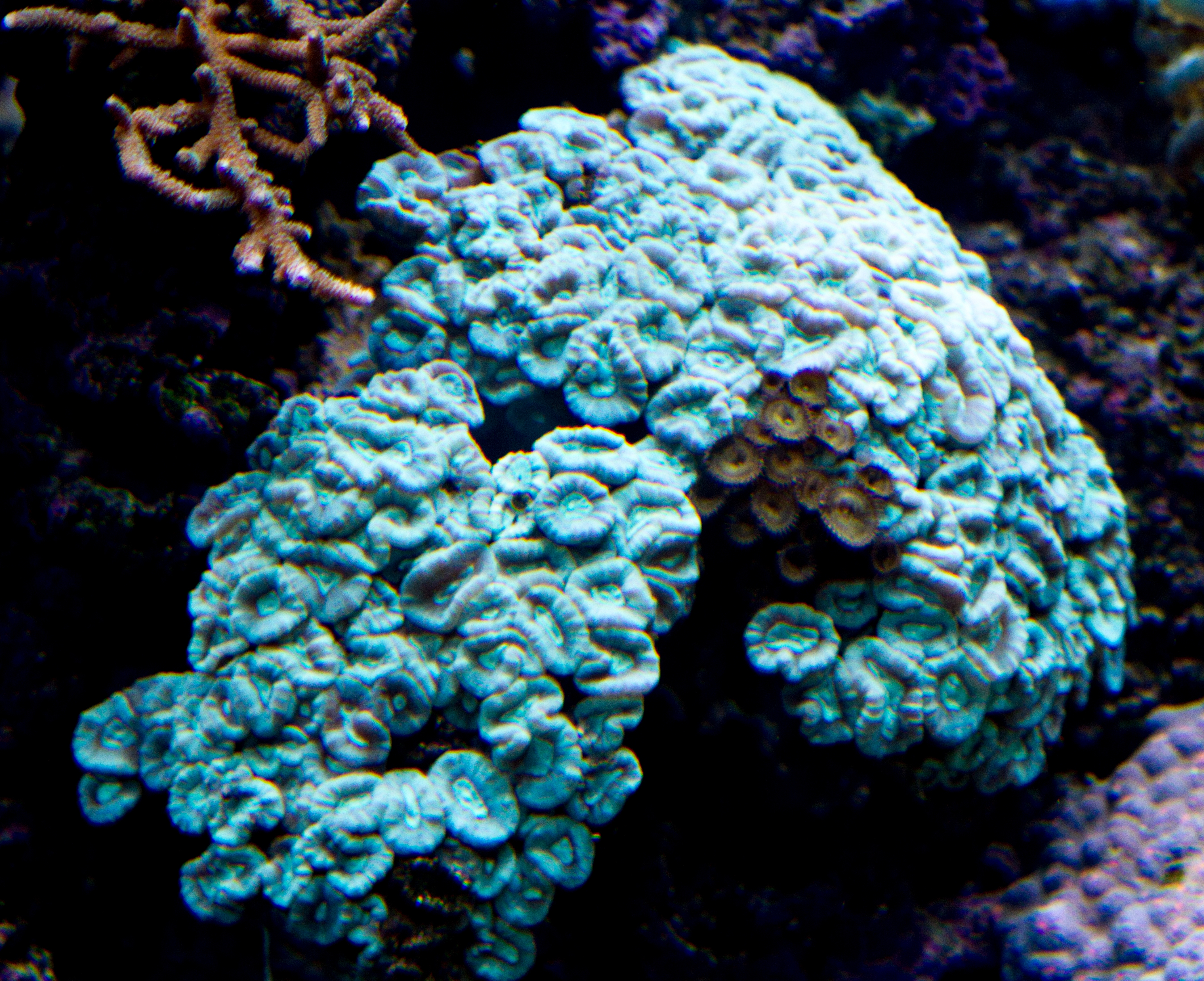
Colonia de Caulastraea rodeando una colonia de Zoanthus

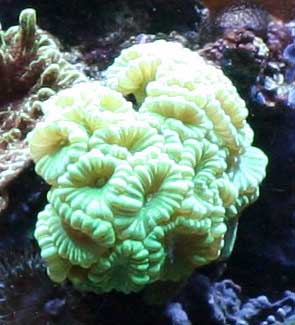
Colonia de Caulastraea curvata

Caulastraea es un género de corales de la familia Merulinidae, orden Scleractinia. 
Sus nombres comunes en inglés son candy cane cora, coral caramelo, debido al aspecto de sus pólipos, o también trumpet coral, coral trompeta, por la forma de sus esqueletos individuales o coralitos. Algunas de sus especies, C. furcata y C. curvata, son muy populares en el mercado de acuariofilia.
Es un género ampliamente distribuido pero poco común, que normalmente forma colonias de menos de 30 cm.

## Especies
El Registro Mundial de Especies Marinas reconoce las siguientes especies como válidas, valorando la Unión Internacional para la Conservación de la Naturaleza sus estados de conservación:
- Caulastraea connata (Ortmann, 1892).  Estado: Vulnerable A4c
- Caulastraea curvata Wijsman-Best, 1972.  Estado: Vulnerable A4cd
- Caulastraea echinulata (Milne Edwards & Haime, 1849).  Estado: Vulnerable A4cd
- Caulastraea furcata Dana, 1846.  Estado: Preocupación menor
- Caulastraea tumida Matthai, 1928.  Estado: Casi amenazada

## Morfología
Sus coralitos, esqueletos secretados por los pólipos, son alargados, con su extremo superior, o cáliz, normalmente ovalado o redondeado, de unos 8 a 25 mm de diámetro, según la especie. Los septos suelen ser exsertos, o sobresalientes, espaciados irregularmente y de bordes rugosos. Normalmente gruesos, y en ocasiones de diferente grosor en el mismo cáliz.
La parte visible del pólipo tiene entre 1 y 3 cm de diámetro. El color de su tejido carnoso puede ser marrón, crema, gris, verde fluorescente, amarillo, rojo o azul, a veces con líneas radiales blancas desde su disco oral, que suele ser verde fluorescente.

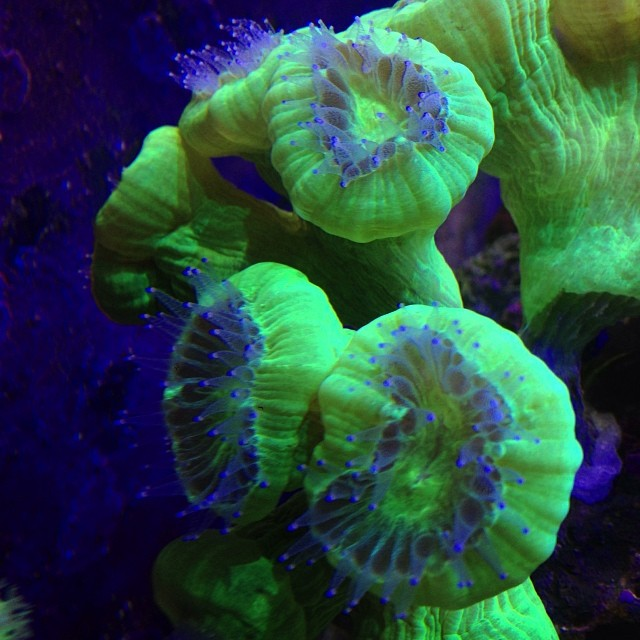
Pólipos de Caulastraea curvata con tentáculos expandidos
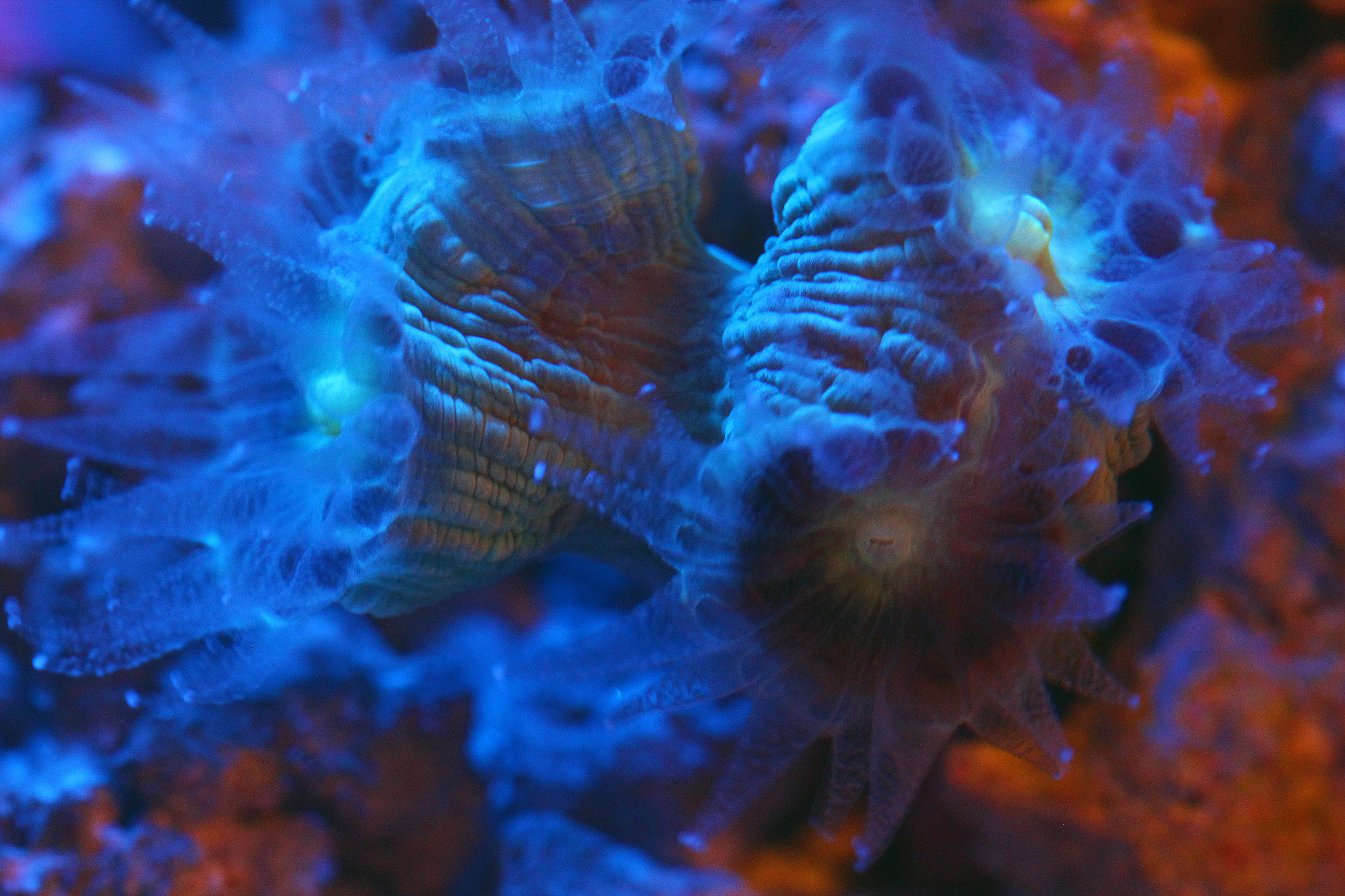
Caulastraea con tentáculos expandidos bajo luz actínica.

Alrededor de su disco oral, más bien poco profundo, y que en ocasiones puede contener dos o tres bocas, expande sus cortos tentáculos antes del amanecer, para cazar presas de zooplancton. 
Las colonias son faceloides, que tienen los coralitos de tamaño uniforme y unidos en su base, o plocoides, es decir, se observan bien separados, definidos y poco compactados. Si no tienen suficiente espacio para desarrollar la colonia, los coralitos se disponen de forma irregular y abarrotada.
Forman extensiones de colonias de hasta 5 m de tamaño.

## Hábitat y comportamiento
Ubicándose en las lagunas y laderas protegidas del arrecife, suelen encontrarse en aguas tropicales sin fuertes corrientes y con sustrato arenoso. En ocasiones en aguas turbias.
Ocurren en un rango de profundidad desde 0,5 hasta los 66,93 metros. Y en un rango de temperaturas entre 24.50 y 28.15 °C.
No es un coral muy agresivo, pues cuenta con sólo dos cortos tentáculos "barredores", con los que competir por el espacio y la luz.

## Distribución geográfica
Su distribución geográfica comprende casi todo el océano Indo-Pacífico tropical, desde la costa oriental africana, incluido el mar Rojo, India, Indonesia, Tailandia, Malasia, Filipinas, Japón, Vietnam, Nueva Guinea, norte y este de Australia, y hasta las islas del Pacífico central.

## Alimentación
Los pólipos contienen algas simbióticas mutualistas (ambos organismos se benefician de la relación) llamadas zooxantelas. Las algas realizan la fotosíntesis, produciendo oxígeno y azúcares, que son aprovechados por los pólipos, y se alimentan de los catabolitos del coral (especialmente fósforo y nitrógeno). Esto les proporciona entre el 70% y el 95% de sus necesidades alimenticias, el resto lo obtienen atrapando pequeños invertebrados del plancton, como copépodos, anfípodos o huevos de otros animales.

## Reproducción
Caulastraea se reproduce,  tanto sexual, como asexualmente. Asexualmente, mediante un proceso en el que cada pólipo se divide en dos o más pólipos hijos. Y sexualmente, liberando al agua tanto huevos como esperma para que se fertilicen. Los huevos fertilizados se convierten en larvas que circulan en la columna de agua, a veces durante meses y cientos de kilómetros, antes de establecerse fijándose al sustrato y convirtiéndose en pólipos. Posteriormente, secretan un esqueleto de carbonato cálcico, o coralito, y, tras reproducirse asexualmente por gemación, conforman la colonia coralina.

## Mantenimiento
Como norma, los Caulastraeas son razonablemente robustos, y de los corales duros fáciles de mantener. Una luz de moderada a alta, satisfará a la mayoría de las colonias aclimatadas. Respecto a la corriente, se adapta bien a corrientes suaves o moderadas.
Con independencia del resto de niveles de los parámetros comunes del acuario marino: salinidad, calcio, magnesio, dureza, etc.; hay que mantener los fosfatos a cero y los nitratos a menos de 20 ppm. Algunos autores, con independencia de aditar oligoelementos (yodo, hierro, molibdeno, etc.), recomiendan aditar estroncio hasta mantener un nivel de 10 ppm.
Se recomienda cambios de agua semanales del 5% del volumen del acuario.